# 서해대교
서해대교(西海大橋, Seohae Grand Bridge)는 경기도 평택시에  위치한 대교이자 서해안고속도로 구간 중 충청남도 당진시 송악읍과 경기도 평택시 포승읍을 연결하는 황해상의 다리이다. 서해안시대 국가 물동량의 수송을 원활하게 해주어 지역경제 활성화에 도움을 주고 있다. 교량 건설시 신공법 채택에 따른 전문기술 축적으로, 교량 기술을 한층 더 높일 수 있게 되었다.
한국도로공사가 서해권 교통망과 물류기반 확충을 위해 1993년 11월 착공하여 2000년 11월 10일 개통되었으며, 도로는 6차로(31.4m)이다. 총 연장은 7310m로, 대한민국에서 총 연장은 세 번째로, 교량의 길이만으로는 두 번째로 긴 다리이다.
휴게소, 호텔 등이 건설되어 관광지로 조성되고 있는 행담도를 가로지른다.
주탑의 외형은 보물 제537호 아산 읍내동 당간지주를 본떠 설계했다.
여담으로 서해대교는 행정구역상 충청남도 당진시이며, 대교 구간생 90%가 당진시이다. 하지만 평택시에서는 서해대교가 평택시의 랜드마크이자 평택시의 대교'인 것처럼 홍보하고 말한다. 평택시의 이러한 망행은 어제오늘이 아니다. 서해대교를 시작해 당진항 부두 행정구역과 아산호를 평택호라 칭하고, 국가하천인 안성천을 평택강이라 부른다.다른지역과도 좋지 않은 관계가 행성되어 있다. 특히 경기도 용인시, 안성시,그리고충청남도 천안시와도 평택시의 이기적인 평택상수원보호구역으로 설정으로 지역 갈등이 존재한다.

## 건설
| 구분   | 연장   | 주경간장 | 주탑높이 | 통과높이                    |
| ------ | ------ | -------- | -------- | --------------------------- |
| 사장교 | 990m   | 470m     | 182m     | 62m (5만톤급 선박출입 가능) |
| FCM교  | 500m   | 165m     | -        | 45m (2만톤급 선박출입 가능) |
| PSM교  | 5,820m | 60m      | -        | -                           |

## 사고

### 1996년 기초 철근 전도
1996년 6월 4일 오전 8시경(한국 표준시) 서해대교 시공구간에서 설치 중이던 높이 6m의 철근이 전도되어 작업하던 인부 10명이 중경상을 입었다.

### 1999년 5월 교각 작업대 사고
1999년 5월 7일 오후 2시 40분경(한국 표준시) 서해대교 시공구간에서 작업 발판이 추락해 인부 4명이 50여m 아래로 떨어져 모두 숨졌다.

### 1999년 8월 태풍에 의한 교량 가시설 붕괴
1999년 8월 4일 저녁 7시 50분경(한국 표준시) 태풍 올가가 동반한 강풍에 의해 시공중인 서해대교의 교량 가설 트러스와 그 위에 올려져 있던 상판 일부가 지상에 추락하는 사고가 발생했다. 다행히 이 사고로 인한 인명피해는 없었다.

### 2006년안개로 인한 연쇄 추돌 사고
2006년 10월 3일 오전 7시 50분경 서해안고속도로 서해대교 상에서 안개로 인한 29중 연쇄 추돌 사고가 발생하여, 12명이 사망하고 50명이 부상하는 인명피해가 발생했다. 이날 서해대교에는 오전 3시부터 짙은 안개가 발생해 시정이 100 m까지 떨어졌고 사고 당시에는 수십 미터 앞도 분간하기 어려운 상태였다. 당시 운전자는 가시거리가 불과 10~15 m였다고 증언했다. 장재동과 서애숙(2007)은 사고 당일의 기상을 분석하고 3일 새벽 해수면 온도가 기온보다 높은 상태에서 지면에서 복사냉각이 발생하여 해수가 다량의 수증기를 공급하여 상대습도를 상승시켜 서해대교 일대에 복사안개의 형태로 안개가 발생한 것으로 추정하였다. 10월 3일 당일 서해대교 현지의 상세한 기상 관측 기록은 없으나 대한민국 기상청의 기상 관측 기록이 있는 도시 중 서해대교에서 가장 가까운 수원시와 서산시는 10월 3일 오전 6~8시에 0.1 km 미만의 시정을 기록했다.
| 대한민국 기상청 기상실황표, 2006년 10월 3일 | 대한민국 기상청 기상실황표, 2006년 10월 3일 | 대한민국 기상청 기상실황표, 2006년 10월 3일 | 대한민국 기상청 기상실황표, 2006년 10월 3일 | 대한민국 기상청 기상실황표, 2006년 10월 3일 | 대한민국 기상청 기상실황표, 2006년 10월 3일 | 대한민국 기상청 기상실황표, 2006년 10월 3일 | 대한민국 기상청 기상실황표, 2006년 10월 3일 | 대한민국 기상청 기상실황표, 2006년 10월 3일 | 대한민국 기상청 기상실황표, 2006년 10월 3일 |
| 시각                                        | 충청남도 서산시                             | 충청남도 서산시                             | 충청남도 서산시                             | 충청남도 서산시                             | 경기도 수원시                               | 경기도 수원시                               | 경기도 수원시                               | 경기도 수원시                               |                                             |
| 시각                                        | 시정 km                                     | 기온 °C                                     | 이슬점 °C                                   | 습도 %                                      | 시정 km                                     | 기온 °C                                     | 이슬점 °C                                   | 습도 %                                      |                                             |
| ------------------------------------------- | ------------------------------------------- | ------------------------------------------- | ------------------------------------------- | ------------------------------------------- | ------------------------------------------- | ------------------------------------------- | ------------------------------------------- | ------------------------------------------- | ------------------------------------------- |
| 9시                                         | 1.5                                         | 17.3                                        | 17.3                                        | 99                                          | 1.0                                         | 16.1                                        | 15.0                                        | 92                                          |                                             |
| 8시                                         | 0.1                                         | 15.0                                        | -                                           | 99                                          | 0.5                                         | 15.2                                        | -                                           | 92                                          |                                             |
| 7시                                         | 0.1                                         | 13.8                                        | -                                           | 99                                          | 0.2                                         | 15.0                                        | -                                           | 92                                          |                                             |
| 6시                                         | 0.3                                         | 13.6                                        | 13.6                                        | 99                                          | <0.1                                        | 14.5                                        | 13.3                                        | 91                                          |                                             |
| 5시                                         | 0.6                                         | 14.1                                        | -                                           | 99                                          | 3.0                                         | 14.7                                        | -                                           | 90                                          |                                             |
| 4시                                         | 0.3                                         | 14.6                                        | -                                           | 99                                          | 4.0                                         | 15.0                                        | -                                           | 89                                          |                                             |
| 3시                                         | 0.3                                         | 14.5                                        | 14.4                                        | 98                                          | 6.0                                         | 15.9                                        | 13.9                                        | 89                                          |                                             |
| 2시                                         | 기록 없음                                   | 기록 없음                                   | 기록 없음                                   | 97                                          | 기록 없음                                   | 기록 없음                                   | 기록 없음                                   | 88                                          |                                             |
| 1시                                         | 기록 없음                                   | 기록 없음                                   | 기록 없음                                   | 97                                          | 기록 없음                                   | 기록 없음                                   | 기록 없음                                   | 85                                          |                                             |
| 0시                                         | 7.0                                         | 16.2                                        | 15.8                                        | 96                                          | 9.0                                         | 17.3                                        | 13.8                                        | 79                                          |                                             |

이에 한국도로공사는 평소보다 절반 이하로 감속할 것을 전광판으로 홍보했으나 25톤 대형 트럭이 이를 무시하고 앞서 가던 1톤 트럭을 추월하다 버스 등과 추돌하여 사고가 시작되었고 뒤따르던 29대의 차량이 연쇄적으로 추돌하였다. 서해대교는 바다 위에 건설되어 높은 습도로 인해 연간 30~50일 정도 해무가 발생하지만 당시 서해대교는 과속 단속 카메라, 안개등이나 경보음과 같은 안전 경고시설이 전무했다. 기상 상황 뿐만 아니라 운전자들의 과속, 일부 운전자들의 갓길 주행도 피해의 원인이었다. 피해액은 약 40억원으로, 한국의 자동차보험 역사상 가장 큰 사고로 기록되는 불명예를 안았다. 사고 이후, 서해대교 여러 구간의 안전시설이 보강되었다. 2007년부터 위험 구간에 평균 속도를 단속하는 구간단속 제도가 서해대교와 죽령터널에 도입되었다.

### 2015년 서해대교 케이블 화재 사고
2015년 12월 3일 오후 6시 10분경 주탑에 연결된 와이어에서 화재가 발생해 이를 진압하던 소방관 1명이 끊어진 와이어에 맞아 순직하고 2명이 부상을 입었다. 이 사고로 인하여 주탑과 와이어 복구작업으로 인해 12월 18일까지 송악 나들목부터 서평택 나들목까지 상하행 양방향을 통제하였다. 2015년 12월 19일 전면 재개통 되었다.  프랑스 출신의 낙뢰 사고 전문가 알랭 루소씨는 서해대교 케이블 절단 사고 현장을 조사한 뒤 "서해대교 사고의 원인은 '작은 낙뢰'"라는 의견서를 제출했다

## 같이 보기
- 서해안고속도로
- 행담도
- 행담도휴게소
- 한국의 안개
- 황해